# Dark Carnival
A Dark Carnival é uma série de álbuns conceituais de de ficção pós-vida, da banda americana de hip hop Insane Clown Posse. O conceito, semelhante à linguagem "Céu e Inferno" das religiões monoteístas, foi a principal fonte de inspiração para as duas séries de álbuns do Insane Clown Posse (Joker's Cards), cada uma contendo seis álbuns. 

(Traduzido do inglês)